# 烏日啤酒廠
24°6′39.48″N 120°37′19.13″E / 24.1109667°N 120.6219806°E
烏日啤酒廠是臺灣菸酒公司設在台中市烏日區的啤酒生產工廠，廠址面積約11公頃，啤酒年產量約11,520萬公升（1,600萬打0.6公升啤酒）。「金牌臺灣啤酒」系列就是由烏日啤酒廠研發生產。

## 歷史
烏日啤酒廠廠址原為台灣糖業公司烏日糖廠。1966年臺灣省菸酒公賣局承購烏日糖廠廠址後成立「中興啤酒廠」籌備處，1968年9月工廠完工後開始生產啤酒。
2003年推出金牌台灣啤酒；2004年成立啤酒研發中心與展售中心，同年亦研發出「18天金牌台灣生啤酒」（目前台灣啤酒生啤酒只產這種）。2005年與地方合作推出烏日啤酒節。2008年8月，臺中縣烏日鄉公所將烏日酒廠旁的光華街改造成啤酒觀光大街。

## 觀光
- 展售中心：精釀手工啤酒坊、台灣啤酒美食廣場、展售營業廳、啤酒文物館
- 烏日啤酒觀光大街
- 烏日啤酒節

## 交通

### 臺中市公車
- 台中客運：26、54、70
- 統聯客運：159
- 中鹿客運：99
- 全航客運：158

### 臺灣鐵路管理局
- 烏日車站、新烏日車站

### 臺灣高鐵
- 高鐵臺中站

### 臺中捷運
- 烏日站、高鐵台中站

## 外部連結
- 臺灣菸酒股份有限公司-烏日啤酒廠 （页面存档备份，存于）